# Susikoski (Kouvola)
Susikoski est un rapide du fleuve Kymijoki situé à Kouvola et Kotka en Finlande. 

## Description
Susikoski appartient à la classe I de la classification des rapides et est plutôt un endroit où le fleuve a un fort courant plutôt qu'un véritable rapide.
En aval du Susikoski, à environ 500 m en aval du pont, se trouve l'une des parties les plus profondes du fleuve Kymijoki, une fosse d'environ 27 m de profondeur.
La route régionale 357 entre Anjala et Karhula enjambe le Susikoski. 
Le café Susikoski, est situé au bord de la cascade.

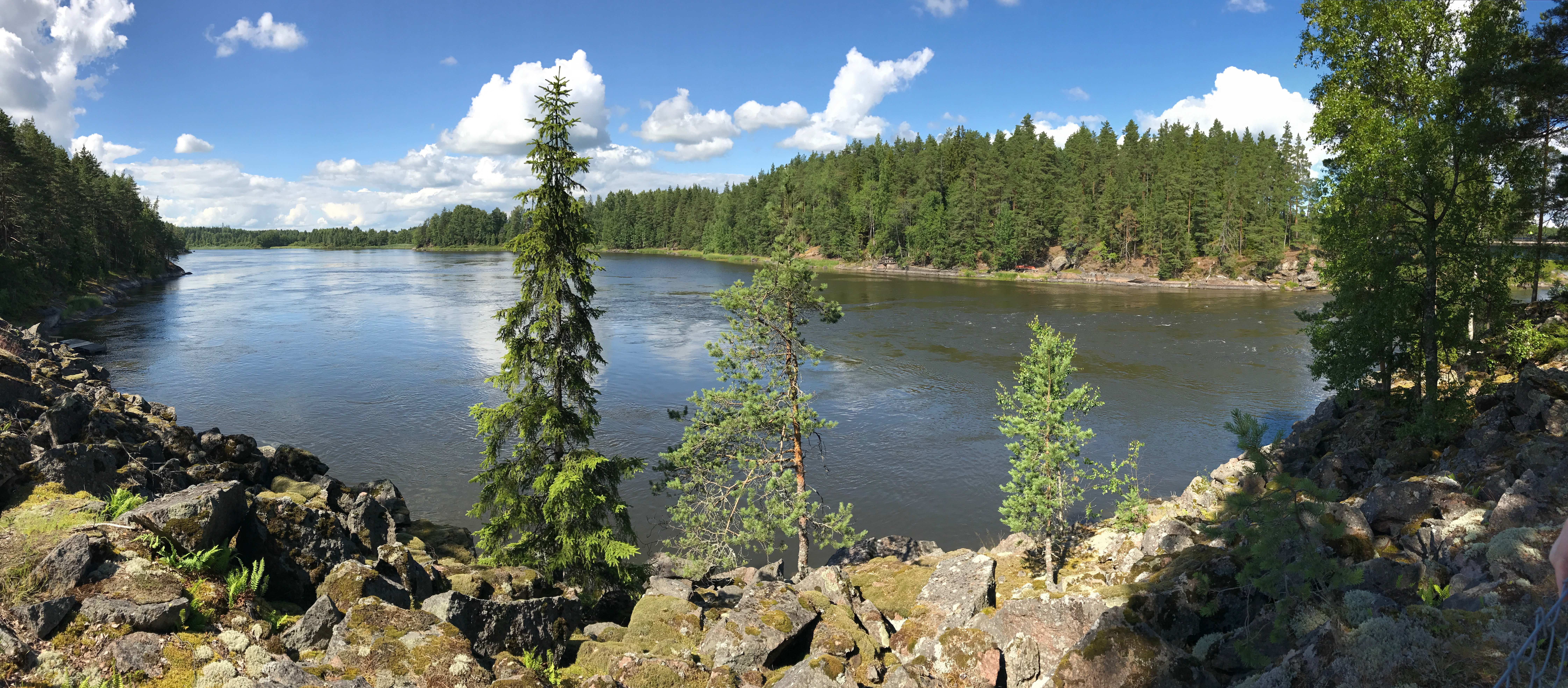
Vue panoramique du Susikoski.